# Jorkyball
Jorkyball – specyficzna odmiana piłki nożnej połączona z zasadami popularnego, choć raczej traktowanego jako sport elitarny, squasha. W klatce o wielkości 5x10x3 metry, grają cztery osoby (po dwóch w drużynie) i starają się trafić do bramki o wielkości metr na metr. Jeden z zawodników gra w polu, a drugi jest defensorem.

## Historia
Gra wywodzi się z Francji. Wymyślił ją Francuz z Lyonu Gilles Paniez w 1987 roku. Pierwszy mecz jorkyballowy rozegrał w swoim garażu.

## Boisko
- rozmiary boiska:

długość: 9,80 m
szerokość: 4,80 m
wysokość: około 2,70m
- rozmiar bramek: 110 x 110 cm

- piłka włochata (jak halowa) i mniejsza od tradycyjnej

## Zasady
- Podczas spotkania nie wolno dotknąć piłki ręką.

- Każda drużyna składa się z dwóch zawodników i 1-2 rezerwowych. Zmian można dokonywać tylko pomiędzy setami, bądź w przypadku kontuzji jednego z graczy.

- Każdy mecz rozgrywany jest do trzech wygranych setów, przy czym każdy set kończy się, gdy któraś z drużyn strzeli 7 bramek.

- Każdy gracz ma wyznaczoną pozycję na boisku - napastnik i obrońca - zmian na pozycjach nie można przeprowadzać w trakcie seta, w każdym kolejny secie dochodzi do zmian ról w drużynie.

- Napastnik może poruszać się po całym boisku poza "polem rzutów wolnych" rywali (podbramkowym). Obrońca nie może przekroczyć połowy boiska, chyba że to właśnie on wprowadzał piłkę do gry z własnego pola bramkowego.

- Po strzelonej bramce drużyna, która ją zdobyła, wprowadza piłkę do gry.

## Jorkyball w Polsce
Pierwsze boiska do gry w Jorkyball otwarto w grudniu 2009 w Sosnowcu. Kolejne planowane są w Krakowie i Wrocławiu. Ponadto Polska jest jednym z jedenastu państw, które wezmą udział w pierwszych mistrzostwach świata w jorkyballu. Jako reprezentacja Polski do Francji pojadą między innymi byli zawodnicy Czarnych Sosnowiec. W mistrzostwach wezmą jeszcze udział: Belgia, Monako, Izrael, Węgry, Włochy, Meksyk, Hiszpania i Portugalia. Mistrzostwa zostaną rozegrane w dniach 3 - 6 czerwca w Bordeaux.